# Man van het Seizoen
De 12de Mantrofee was een Belgische voetbaltrofee die door Het Nieuwsblad en Sport/Voetbalmagazine werd uitgereikt. Op het einde van elk voetbalseizoen konden de lezers van de krant en het sportmagazine stemmen op de beste voetballer uit de Belgische competitie. De prijs werd van 1971 tot 2009 uitgereikt. De trofee is ook bekend onder de titel Man van het Seizoen.

## Overzicht van de winnaars
| Jaar | Winnaar                       | Club                           |
| ---- | ----------------------------- | ------------------------------ |
| 1971 | Paul Van Himst Jos Heyligen   | RSC Anderlecht KFC Diest       |
| 1972 | Odilon Polleunis              | Sint-Truidense VV              |
| 1973 | Maurice Martens               | Racing White                   |
| 1974 | François Janssens             | Lierse SK                      |
| 1975 | Johan Boskamp                 | RWDM                           |
| 1976 | Paul Courant                  | Club Luik                      |
| 1977 | René Verheyen                 | Sporting Lokeren               |
| 1978 | Johan Boskamp                 | RWDM                           |
| 1979 | Jean Janssens                 | SK Beveren                     |
| 1980 | Jan Ceulemans                 | Club Brugge                    |
| 1981 | Morten Olsen                  | RSC Anderlecht                 |
| 1982 | Heinz Schönberger             | SK Beveren                     |
| 1983 | Jan Ceulemans                 | Club Brugge                    |
| 1984 | René Verheyen                 | Club Brugge                    |
| 1985 | Morten Olsen                  | RSC Anderlecht                 |
| 1986 | Jan Ceulemans                 | Club Brugge                    |
| 1987 | Arnór Guðjohnsen              | RSC Anderlecht                 |
| 1988 | Marc Degryse                  | Club Brugge                    |
| 1989 | Marc Emmers                   | KV Mechelen                    |
| 1990 | Leo Van der Elst              | Club Brugge                    |
| 1991 | Luis Oliveira Simon Tahamata  | RSC Anderlecht Germinal Ekeren |
| 1992 | Alain De Nil                  | Cercle Brugge                  |
| 1993 | Hans-Peter Lehnhoff           | Royal Antwerp FC               |
| 1994 | Dorinel Munteanu              | Cercle Brugge                  |
| 1995 | Godwin Okpara                 | Eendracht Aalst                |
| 1996 | Suad Katana                   | KAA Gent                       |
| 1997 | Pär Zetterberg                | RSC Anderlecht                 |
| 1998 | Þórður Guðjónsson             | KRC Genk                       |
| 1999 | Jan Koller                    | Sporting Lokeren               |
| 2000 | Yves Vanderhaeghe             | Excelsior Moeskroen            |
| 2001 | Marc Degryse Timmy Simons     | Germinal Beerschot Club Brugge |
| 2002 | Danny Boffin                  | Sint-Truidense VV              |
| 2003 | Danny Boffin Frédéric Herpoel | Sint-Truidense VV KAA Gent     |
| 2004 | Vincent Kompany               | RSC Anderlecht                 |
| 2005 | Vincent Kompany               | RSC Anderlecht                 |
| 2006 | Mbark Boussoufa               | KAA Gent                       |
| 2007 | Daniel Zitka                  | RSC Anderlecht                 |
| 2008 | Steven Defour                 | Standard Luik                  |
| 2009 | Bryan Ruiz                    | KAA Gent                       |